# Nachal Racham
Nachal Racham (hebrejsky: נחל רחם) je vádí v jižním Izraeli, v pohoří Harej Ejlat.
Začíná v hornaté krajině na jižních svazích hory Har Uzijahu, nedaleko mezistátní hranice s Egyptem v nadmořské výšce cca 800 metrů, cca 13 kilometrů severozápadně od města Ejlat. Směřuje pak k východu rychle se zahlubujícím skalnatým kaňonem mezi horami Har Uzijahu a Har Chizkijahu. U vrchu Micpe Amram se stáčí k severu, zleva přijímá vádí Nachal Uzijahu, Nachal Šani a Nachal Šlalgon. V tomto úseku podél vádí vede turistická Izraelská stezka. Pak se tok vádí obrací k severovýchodu a údolí se poněkud rozšiřuje, přičemž sleduje severozápadní svahy skalního pásma Cukej Avrona a Har Ora. Zde se stáčí opět k severu, zleva přijímá vádí Nachal Etek a Nachal Gadna. Poté vstupuje do širšího údolí, které je již součástí příkopové propadliny vádí al-Araba. Zde do něj ještě zleva ústí vádí Nachal Nimra a zároveň se ostře stáčí k východu a nejasně vymezeným korytem vede napříč plochým dnem údolí směrem k hranici s Jordánskem.